# 中华人民共和国外交部涉外安全事务司
中华人民共和国外交部涉外安全事务司（英語：Department of External Security Affairs of the Ministry of Foreign Affairs of the People's Republic of China），简称外交部外安司，是中华人民共和国外交部直接领导的工作机关。

## 历史
2004年7月，为适应国际新形势，增设涉外安全事务司。

## 工作职能
外交部涉外安全事务司主要按照国务院和外交部给其确定的工作范围，负责办理以下各项工作：
- 研究涉及国家安全问题的涉外事宜，提出政策建议；协调和处理相关工作；
- 指导驻外外交机构有关业务；
- 协调境外非政府组织在华活动管理工作。

## 历任司长
- 高建（2004－2007）
- 王民（2007－2010）
- 罗照辉（2010－2011）
- 邱国洪（2011－2014）
- 刘光源（2014－2018）
- 刘少宾（2018－2020）
- 白天（2020－2024.9）
- 王立新（2024.12－）

## 涉外安全事务专员
- 程国平（2019－）